# Allen C. Beach

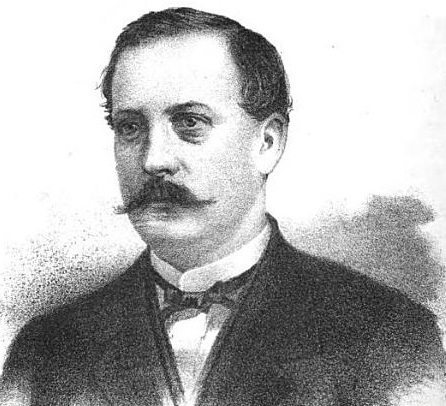
Allen C. Beach

Allen Carpenter Beach (* 9. Oktober 1825 in Fairfield, Herkimer County, New York; † 17. Oktober 1918 in Rochester, New York) war ein US-amerikanischer Politiker (Demokratische Partei).

## Werdegang
Allen Carpenter Beach graduierte 1848 am Union College in Schenectady. Er studierte die Rechtswissenschaften und bekam 1852 seine Zulassung als Anwalt.
Nach dem Bürgerkrieg wurde er zum Vizegouverneur von New York gewählt und bekleidete dieses Amt zwischen 1868 und 1872. Dann war er in den Jahren 1878 und 1879 als geschäftsführender Beamter (Secretary of State) tätig. Bei seinem Wiederwahlversuch in das Amt erlitt er 1879 eine Niederlage.
Ferner nahm er 1860 und 1876 als Delegierter an den Democratic National Conventions teil.

## Familie
Allen Carpenter Beach war der Sohn von Rev. Allen R. Beach (1797–1879) und Amy Brown Beach (1803–ca. 1890). Er war zweimal verheiratet und zwar zuerst mit Abby A. Woodruff († 1856) und dann mit Olivia H. Pickering, Tochter von Augustus Pickering und Caroline White. Mit seiner zweiten Ehefrau hatte er eine gemeinsame Tochter mit dem Namen Amy.